# 小栗城
小栗城（おぐりじょう）は、茨城県筑西市小栗にあった日本の城（山城）。小栗判官で有名な小栗氏の居城。戦国時代には宇都宮氏家臣小宅氏の居城にもなっている。

## 概要
小貝川左岸に面した丘陵上に位置する。平安時代末期に大掾氏の分家の小栗氏が築城し小栗氏の居城として代々使われてきた。
室町時代には小栗満重の乱の舞台となり、小栗城主小栗満重ら京都扶持衆が反乱を起こして鎌倉府の足利持氏と激戦を繰り広げたが鎌倉府軍の大軍に反乱軍の多くは劣戦を強いられ最終的に小栗城で自刃したため小栗氏は没落した。小栗満重の乱後は小栗城及び小栗御厨は鎌倉府領となったが、足利持氏没後に結城合戦で小栗助重が戦功をあげたため旧領に復帰することを許され、小栗氏の家督を継承した。しかし、享徳4年（1455年）に足利成氏からの攻撃を受け、小栗氏は滅亡した（享徳の乱）。
小栗氏滅亡後も小栗城は廃城とならずに使用され続け、戦国時代には下野国の戦国大名宇都宮氏の家臣小宅氏の居城として坂戸城とともに小田城主の小田氏、結城家臣で下館城・久下田城主の水谷氏に対する宇都宮氏の防衛拠点として使用されていた。
天文21年（1552年）、小宅尚時が城主の時結城氏に攻められ一度は結城氏の手に渡ってしまうものの、永禄3年（1560年）に宇都宮広綱によって奪還されている。